# Okręg wyborczy Lowestoft
Okręg wyborczy Lowestoft powstał w 1885 r. i wysyłał do brytyjskiej Izby Gmin jednego deputowanego. Okręg obejmował miasto Lowestoft w hrabstwie Suffolk. Został zlikwidowany w 1983 r. Okręg utworzono ponownie przed wyborami w 2024.

## Deputowani do brytyjskiej Izby Gmin z okręgu Lowestoft

### 1885–1983
- 1885–1892: Savile Crossley, Liberalni Unioniści
- 1892–1900: Harry Foster, Partia Konserwatywna
- 1900–1906: Francis Lucas, Partia Konserwatywna
- 1906–1910: Edward Beauchamp, Partia Liberalna
- 1910–1910: Harry Foster, Partia Konserwatywna
- 1910–1922: Edward Beauchamp, Partia Liberalna
- 1922–1934: Gervais Rentoul, Partia Konserwatywna
- 1934–1945: Pierse Loftus, Partia Konserwatywna
- 1945–1959: Edward Evans, Partia Pracy
- 1959–1983: James Prior, Partia Konserwatywna

### Od 2024
- od 2024: Jess Asato(inne języki), Partia Pracy[2]